# Stazione di Melun
La stazione di Melun (in francese Gare de Melun) è la principale stazione ferroviaria della cittadina francese di Melun, nella Senna e Marna.

## Storia
La stazione fu inaugurata il 3 gennaio 1849 dal governo francese che, dopo aver eseguito i lavori, cedette la linea alla Compagnie du chemin de fer de Paris à Lyon (PL) nel 1852. Nel 1857 divenne una stazione della Compagnie des chemins de fer de Paris à Lyon et à la Méditerranée (PLM).
Il fabbricato viaggiatori, che ha subito ampie modifiche dalla sua costruzione, è opera dell'architetto François-Alexis Cendrier, che ha realizzato anche molte altre stazioni per la PLM.
Il 4 novembre 1913 il treno postale n. 11 diretto a Marsiglia si scontrò con il treno espresso n.2 proveniente dalla stessa città, nei pressi dell'attuale Tribunale e prese fuoco. Il disastro causò la morte di 40 persone e il ferimento di altre 129.
Nel 1979 lo storico fabbricato viaggiatori è stato demolito di un piano e dotato di una nuova facciata. Le banchine sono state rialzate l'anno successivo.
Il 17 ottobre 1991, alle 6.29 del mattino, il treno Nizza-Parigi si scontrò con un treno merci proveniente da Corbeil. Sotto la forza dell'impatto, una delle carrozze a traversine del treno salì sul tetto della sua locomotiva. L'incidente ha causato 16 morti e 55 feriti.
Nel 2024 sono iniziati i lavori di rifacimento della stazione.

## Movimenti
La stazione è servita dai treni della linea D RER, della linea R del Transilien e delle reti Ouigo Train Classique e TER Bourgogne-Franche-Comté.